# اخترشیمی

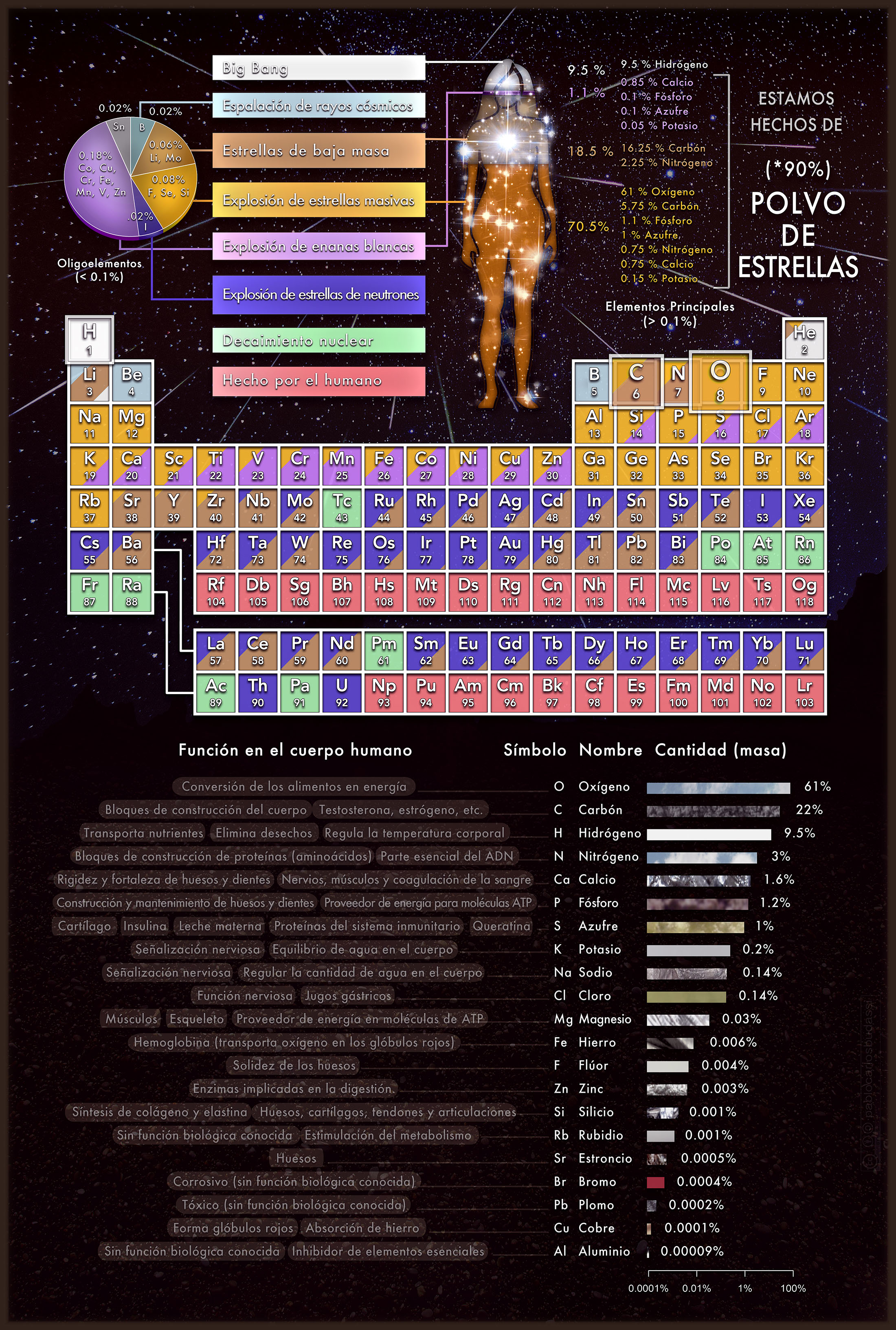
عناصر شیمی و کاربرد آن در بدن و زمین

اخترشیمی (به انگلیسی: Astrochemistry) مطالعهٔ فراوانی و واکنش‌های مولکول‌ها در گیتی، به اندرکنش شان با تابش است. این رشته برهم‌نهاد اخترشناسی و شیمی است. واژهٔ اخترشیمی می‌تواند در رابطه با منظومهٔ خورشیدی و محیط میان‌ستاره‌ای به کار برده شود. همچنین مطالعهٔ فراوانی عنصرها و نسبت‌های ایزوتوپی در اجرام منظومهٔ خورشیدی مانند شهاب سنگ‌ها، کیهان‌شیمی نامیده می‌شود، در حالی که مطالعهٔ اتم‌ها و مولکول‌های میان‌ستاره‌ای و اندرکنش آنان با تابش، گاهی اخترفیزیک مولکولی نامیده می‌شود. شکل‌گیری، ترکیب‌بندی اتمی و شیمیایی، فرگشت و سرنوشت ابرهای گازی مولکولی از توجه ویژه‌ای برخوردار است زیرا آن از این ابرهایی است که منظومهٔ خورشیدی شکل داده‌اند.

## طیف‌بینی
یکی از ابزار تجربی بسیار مهم در اختر شیمی طیف‌بینی یعنی استفاده از تلسکوپ‌ها برای اندازه‌گیری جذب و تابش نور از مولکول‌ها و اتم‌ها در محیط‌های گوناگون است. با مقایسهٔ مشاهدات نجومی توسط ابزار آزمایشگاهی، اخترشیمی‌دان‌ها می‌توانند به فراوانی عناصر، ترکیبات شیمیایی و دمای ستاره‌ها و توده‌های بین ستاره‌ای پی ببرند چرا که یون‌ها، اتم‌ها و مولکول‌ها طیف مخصوص به خود را دارند. جذب و تابش طول موج‌های خاصی از پرتوهای نوری با چشم انسان قابل مشاهده نیست. انواع مختلفی از تابش‌ها (نظیر تابش‌های رادیویی، مادون قرمز، مرئی، فرابنفش و غیره) تنها می‌توانند انواع خاصی از ذرات را بر اساس ویژگی‌های شیمیایی مولکول‌ها شناسایی کنند. فرمالدهید بین ستاره‌ای اولین مولکول آلی کشف شده در فضای بین ستاره‌ای بود.
احتمالاً مؤثرترین روش برای کشف ذرات شیمیایی، اخترشناسی رادیویی است که در نتیجهٔ آن بیش از صد ذرهٔ بین ستاره‌ای شامل رادیکال‌ها و یون‌ها و ترکیبات آلی همچون الکل‌ها، آلدئیدها و کتون‌ها کشف شده‌اند. مونوکسید کربن یکی از فراوان‌ترین مولکول‌های بین ستاره‌ای است که (به دلیل گشتاور دوقطبی الکتریکی قوی‌اش) به آسانی توسط امواج رادیویی کشف می‌شود. مونوکسید کربن از پرکاربردترین مولکول‌هایی است که برای مکان‌یابی نواحی مولکولی از آن استفاده می‌شود. یکی از بحث‌برانگیزترین مشاهدات رادیویی مدعی بر وجود گلیسین، ساده‌ترین اسید آمینه موجود، در فضای بین ستاره‌ای است. این ادعا مورد چالش قرار گرفته‌است، از جمله به این دلیل که اگرچه امواج رادیویی و بعضی روش‌های دیگر مثل طیف‌سنجی تابشی برای تعیین ذرات ساده با گشتاور دو قطبی بزرگ مناسب هستند اما حساسیت و دقت لازم برای مطالعهٔ مولکول‌های پیچیده‌تر یا حتی نه چندان پیچیده مثل اسیدهای آمینه را ندارند.
گذشته از این، روش‌هایی یادشده برای شناسایی مولکول‌های فاقد گشتاور دو قطبی هیچ کاربردی ندارند. برای مثال فراوان‌ترین مولکول دنیا که گاز هیدروژن است، به این دلیل که گشتاور دو قطبی ندارد توسط تلسکوپ‌های رادیویی قابل مشاهده نیست. همچنین این روش‌ها نمی‌توانند ذراتی که در فاز گازی نیستند را شناسایی کنند. ابرهای متراکم مولکولی معمولاً بسیار سرد هستند (۱۰ تا ۵۰ درجهٔ کلوین، معادل ۲۶۳٫۱- تا ۲۲۳٫۲- درجه سانتی گراد، یا ۴۴۷٫۷- تا ۳۶۹٫۷- فارنهایت)، پس بسیاری از مولکول‌ها در آن‌ها (به جز هیدروژن) به صورت یخ‌زده و جامد قرار دارند. هیدروژن و مولکول‌های این چنینی با استفاده از طول موج‌های دیگری از تابش نوری آشکار می‌شوند. هیدروژن در تابش فرابنفش و طیف مرئی جذب و نشر نوری آن کشف می‌شود.
همچنین بیشتر از ترکیبات آلی نور را در بخش مادون قرمز جذب و ساطع می‌کنند. برای مثال، آشکارسازی متان در جو سیارهٔ مریخ با استفاده از تلسکوپ مادون قرمز سه متری ناسا که در بالای کوه مائونا کیا در هاوایی قرار دارد صورت گرفت. علاوه بر این ناسا، یک تلسکوپ مادون قرمز هوابرد به نام سوفیا و یک تلسکوپ فضایی مادون قرمز به نام اسپیتزر نیز دارد. در گزارشی مرتبط، دانشمندان در ژوئن ۲۰۱۲ گزارش دادند که اندازه‌گیری نسبت سطح هیدروژن به متان در مریخ می‌تواند به یافتن امکان زندگی روی این سیاره کمک کند. مطابق این ادعا، نسبت‌های کوچکتر هیدروژن به متان (کمتر از حدود ۴۰ به ۱) نشان می‌دهد که زندگی به صورت فعال وجود دارد. دانشمندان روش‌هایی را برای کشف هیدروژن و متان در جو فرازمینی معرفی کرده‌اند.